# Pixel 6a
Pixel 6a — Android-смартфон, розроблений і поширюється Google як частина продуктової лінійки Google Pixel. Він є середньорівневим варіантом Pixel 6 та Pixel 6 Pro. Пристрій було анонсовано 11 травня 2022 року в рамках основної промови Google I/O.

## Дизайн

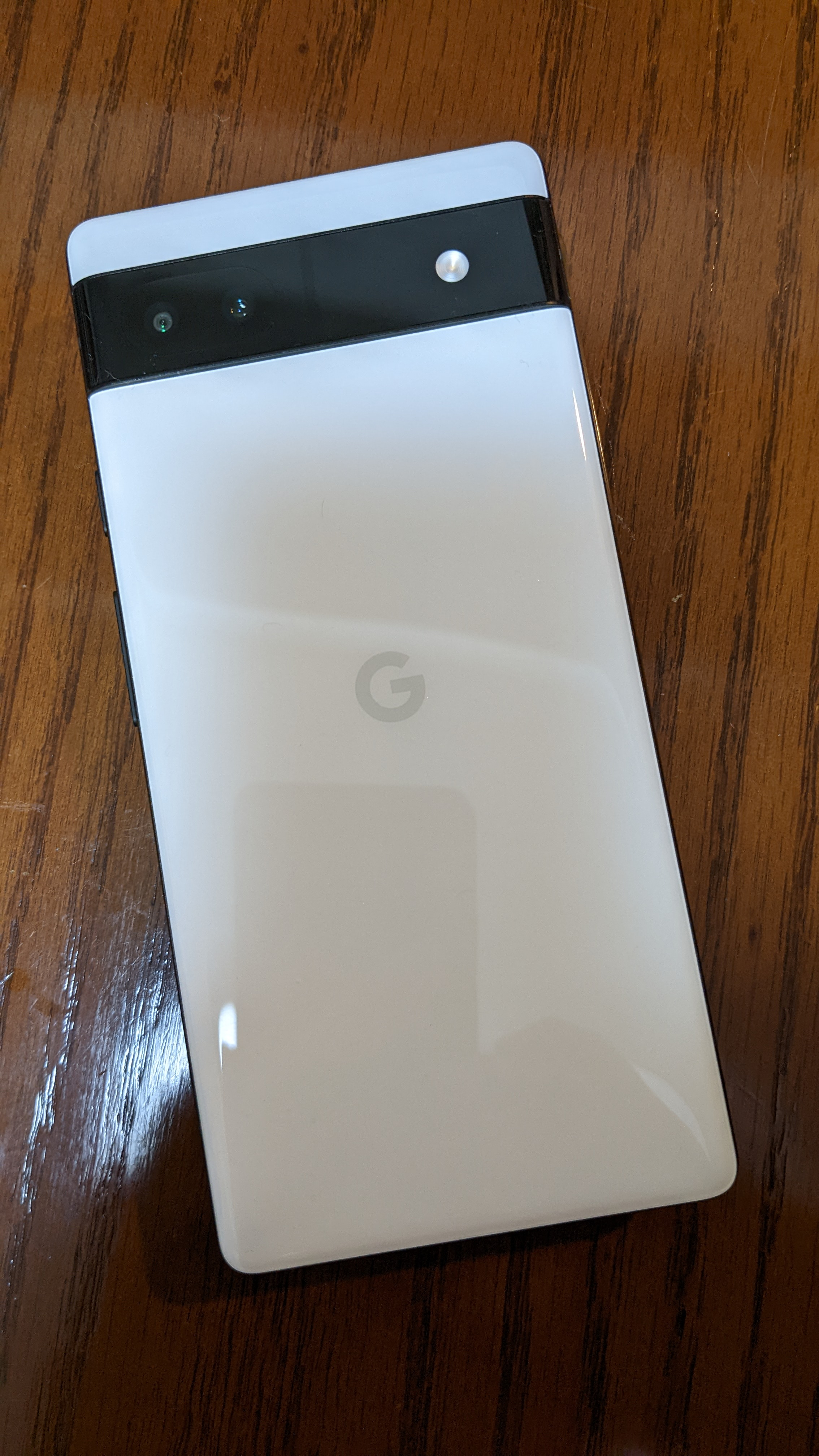
Задня панель Pixel 6a в кольорі Chalk

Передня панель Pixel 6a виконана зі скла Corning Gorilla Glass 3, задня панель — з глянцевого пластику, а рамка — з алюмінію. За дизайном пристрій дуже подібний до Pixel 6. Ця схожість включає блок камери на всю ширину задньої панелі та двотонну палітру кольорів. В той же час самі модулі камери трохи виділені всередині блоку, як це було пізніше помітніше зроблено в Pixel 7 та Pixel 7 Pro.
Також Pixel 6a має захист від вологи та пилу по стандарту IP67.
На нижній частина рамки розміщені роз'єм USB-C, динамік та стилізований під динамік мікрофон, а на верхній частині — тільки додатковий мікрофон. Зліва розміщений слот під 1 SIM-картку, а справа — кнопки регулювання гучності та кнопка блокування.
Pixel 6a продавався в 3 кольорах: Chalk (крейда; білий), Charcoal (деревне вугілля; сірий) та Sage (шавлія; зелений).

## Технічні характеристики

### Апаратне забезпечення
Pixel 6a, як і «старші» моделі, отримав процесор власної розробки Google Tensor з графічним процесором Mali-G78 MP20. Пристрій поставляється з 8 ГБ оперативної пам'яті типу LPDDR5 і 128 ГБ постійної пам'яті типу UFS 3.1.
Батарея отримала об'єм 4410 мА·год та підтримку зарядки Power Delivery 3.0 на 18 Вт.
Пристрій має 6,1-дюймовий екран типу OLED з роздільною здатністю Full HD+ (2400 × 1080), щільністю пікселів 429 ppi, співвідношенням сторін 20:9, підтримкою технології HDR та круглим вирізом під фронтальну камеру, що розміщений зверху в центрі. Також під екран вбудовано оптичний сканер відбитків пальців.
Pixel 6a також отримав стереодинаміки, де роль другого динаміка виконує розмовний динамік.
Смартфон отримав основну подвійну камеру, що складається із ширококутного об'єктива Sony IMX363, що використовувався ще в Pixel 2, на 12,2 Мп з діафрагмою f/1.7, фазовим автофокусом dual pixel та оптичною стабілізацією зображення і надширококутного об'єктива Sony IMX386 на 12 Мп з діафрагмою f/2.2 і кутом огляду 114°. Також Pixel 6a отримав ширококутну фронтальну камеру на 8 Мп з діафрагмою f/2.0. Ширококутний об'єктив вміє записувати відео до 4K@60fps, надширококутний — до 4K@30fps, а передній — до 1080p@30fps

### Програмне забезпечення
Pixel 6a був випущений з Android 12 і пізніше був оновлений до Android 16.
В березні 2024 року Pixel 6a, як і Pixel 6, Pixel 6 Pro та Pixel 7a, отримав функцію «Обвести й знайти» (англ. Circle to Search), яка дозволяє шукати обведений на екрані користувачем об'єкт.